# Jjigae
Jjigae (coréen : 찌개, prononcé en coréen : [tɕ͈iɡɛ]) est un ragoût coréen populaire. Il existe de nombreuses variétés ; il est généralement fabriqué avec de la viande, des fruits de mer ou des légumes dans un bouillon assaisonné avec du gochujang (pâte de piment rouge), du doenjang (pâte de soja), du ganjang (sauce soja) ou du saeujeot (fruits de mer salés). Le jjigae est généralement servi dans un plat commun, à l'instar de la fondue chinoise.
Un repas coréen comprend presque toujours soit un jjigae, soit un guk. Pendant la dynastie Joseon, il était connu comme un jochi, et le surasang du roi en comptait toujours deux variétés.
Les types de jjigae sont souvent nommés en fonction de leur ingrédient principal, tels que le saengseon jjigae (생선찌개) à base de poisson ou le dubu jjigae (두부찌개) fabriqué à partir de tofu, ou selon leur bouillon et leurs assaisonnements, comme le gochujang jjigae (고추장찌개) ou le doenjang jigae (된장찌개).

## Variétés

### Par ingrédient
- Altang (coréen : 알탕), fait avec du pollachius rogue
- Dubu jjigae (coréen : 두부 찌개), fait avec du tofu ferme[2]
- Ge jjigae (coréen : 게 찌개), fait avec du crabe
- Kimchi jjigae (coréen : 김치 찌개), fait avec du kimchi et d'autres ingrédients[2]
- Kongbiji Jijigae (coréen : 콩비지 찌개), à base de soja
- Budae jjigae (coréen : 부대 찌개), fait avec un bouillon épicé et assorti avec de la viande et d'autres ingrédients[3]
- Saengseon jjigae (coréen : 생선 찌개), à base de poisson. Dongtae jjigae (동태 찌개) est fabriqué à partir de pollachius surgelés.
- Sundubu jjigae (coréen : 순두부 찌개), fabriqué avec du tofu soyeux[4]

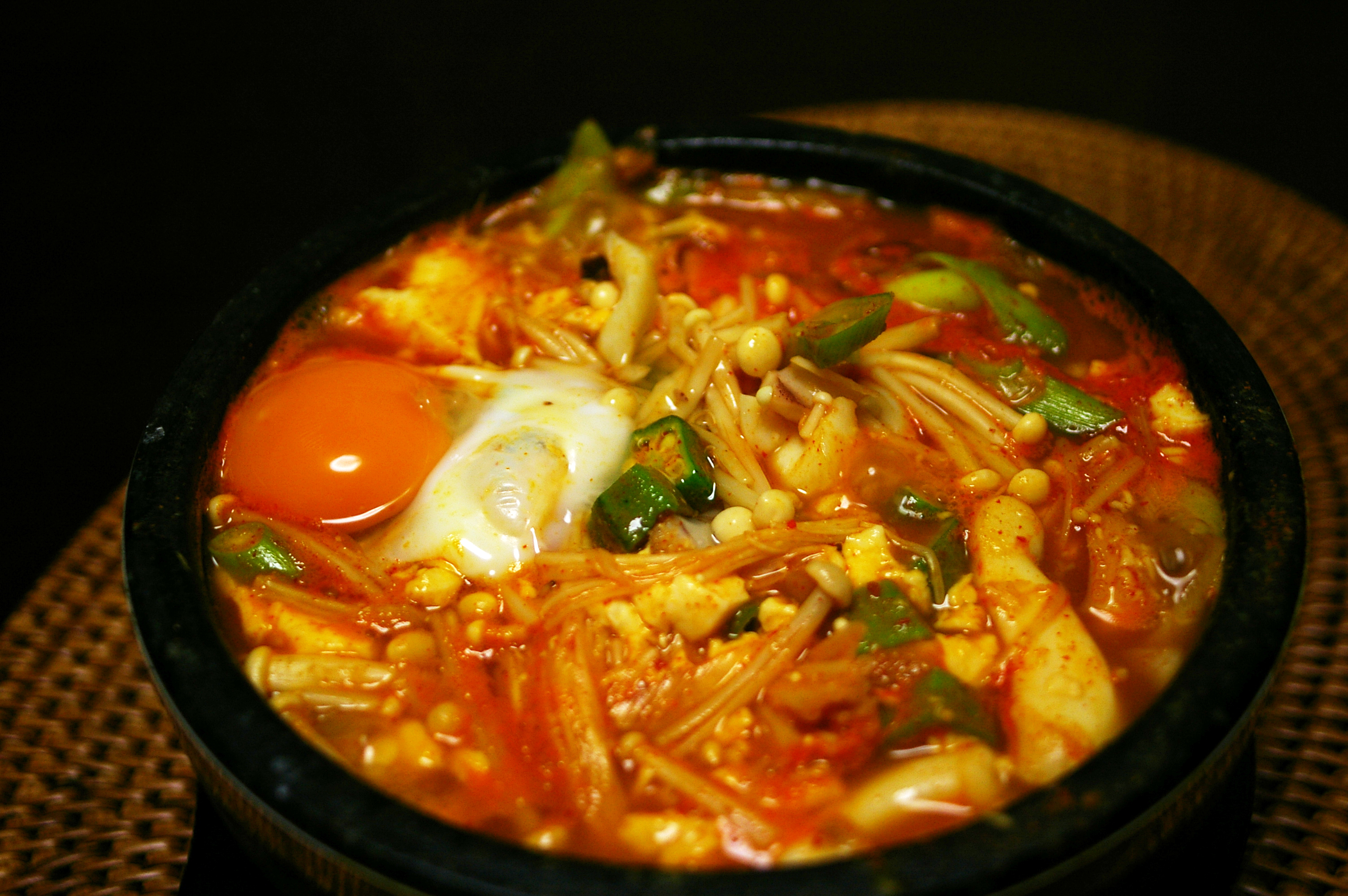
Sundubu jjigae (coréen : 순두부 찌개), un ragoût coréen à base de tofu soyeux

### Par condiment
- Doenjang jjigae (coréen : 된장찌개), fait avec un bouillon de doenjang[2]
- Cheonggukjang jjigae (coréen : 청국장찌개), fait avec du cheonggukjang et d'autres ingrédients[2]
- Saeujeot jjigae (coréen : 새우젓찌개), fait avec du saeujeot
- Gochujang jjigae (coréen : 고추장찌개), fait avec du bouillon de "gochujang", comprenant généralement du porc
- Myeongranjeot jjigae (coréen : 명란젓 찌개), fait avec du myeongran jeot (œufs fermentés salés)

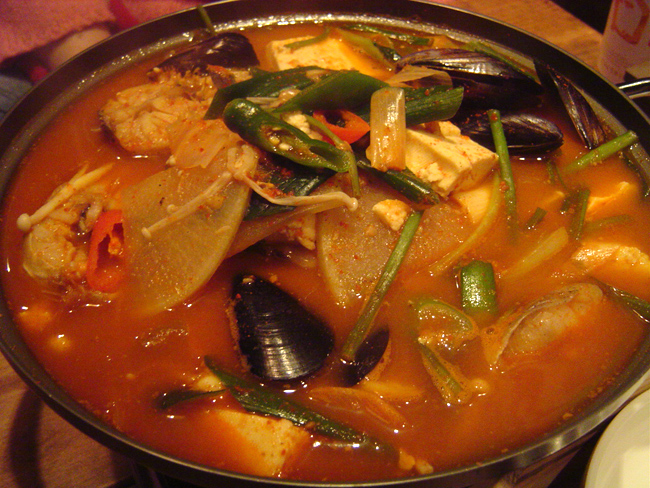
Dongtae jjigae épicé, ragoût de lieu jaune coréen
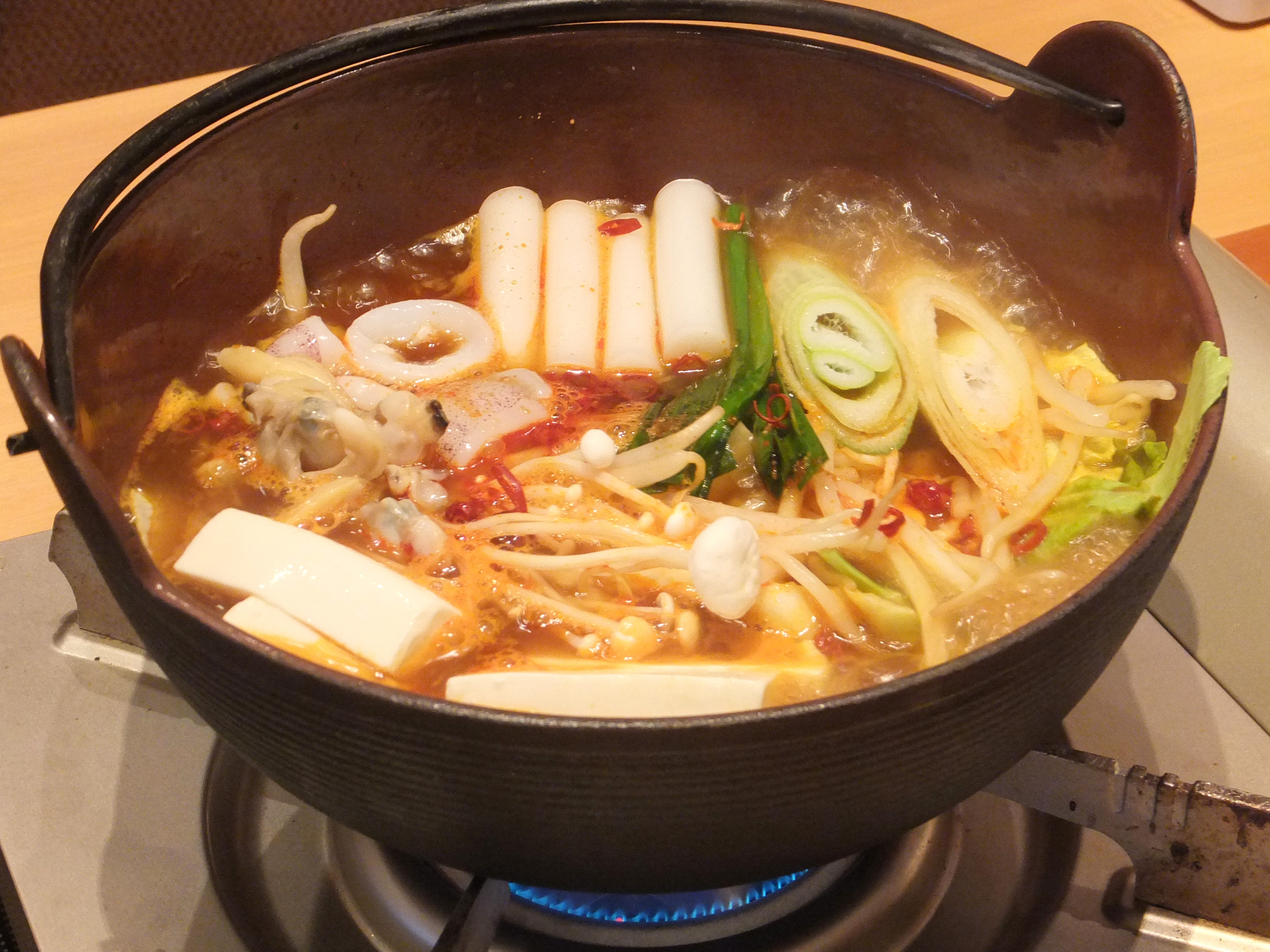